# Bupleurum polyactis
Bupleurum polyactis är en flockblommig växtart som beskrevs av George Edward Post och Sven E. Snogerup. Bupleurum polyactis ingår i släktet harörter, och familjen flockblommiga växter. Inga underarter finns listade i Catalogue of Life.